# Марин-Сіті (Каліфорнія)
Марин-Сіті (англ. Marin City) — переписна місцевість (CDP) в США, в окрузі Марін штату Каліфорнія. Населення — 2993 особи (2020).

## Географія
Марин-Сіті розташований за координатами 37°52′16″ пн. ш. 122°30′49″ зх. д. / 37.87111° пн. ш. 122.51361° зх. д. (37.871156, -122.513736).  За даними Бюро перепису населення США в 2010 році переписна місцевість мала площу 1,39 км², уся площа — суходіл.

## Демографія
Згідно з переписом 2010 року, у переписній місцевості мешкало 2666 осіб у 1197 домогосподарствах у складі 655 родин. Густота населення становила 1918 осіб/км².  Було 1309 помешкань (942/км²).
Расовий склад населення:
| - 38,9 % — білих - 38,1 % — чорних або афроамериканців - 10,8 % — азіатів - 0,8 % — вихідців з тихоокеанських островів - 0,6 % — корінних американців - 4,5 % — осіб інших рас |

До двох чи більше рас належало 6,3 %. Частка іспаномовних становила 13,7 % від усіх жителів.
За віковим діапазоном населення розподілялося таким чином: 23,7 % — особи молодші 18 років, 67,0 % — особи у віці 18—64 років, 9,3 % — особи у віці 65 років та старші. Медіана віку мешканця становила 35,6 року. На 100 осіб жіночої статі у переписній місцевості припадало 83,1 чоловіків;  на 100 жінок у віці від 18 років та старших — 75,4 чоловіків також старших 18 років.
Середній дохід на одне домашнє господарство  становив 60 637 доларів США (медіана — 40 321), а середній дохід на одну сім'ю — 66 540 доларів (медіана — 40 880). Медіана доходів становила 75 179 доларів для чоловіків та 50 417 доларів для жінок. За межею бідності перебувало 33,4 % осіб, у тому числі 55,8 % дітей у віці до 18 років та 4,6 % осіб у віці 65 років та старших.
Цивільне працевлаштоване населення становило 1261 осіб. Основні галузі зайнятості: освіта, охорона здоров'я та соціальна допомога — 25,9 %, роздрібна торгівля — 16,3 %, науковці, спеціалісти, менеджери — 12,6 %, мистецтво, розваги та відпочинок — 9,9 %.